# Ferdinand Obenfeldner
Ferdinand Obenfeldner (* 19. Jänner 1917 in Lienz; † 22. Dezember 2009 in Innsbruck) war ein österreichischer Politiker der SPÖ. Er amtierte von 1962 bis 1985 als Vizebürgermeister von Innsbruck und leitete 39 Jahre lang die Tiroler Gebietskrankenkasse. Zur Zeit des Nationalsozialismus war er unter anderem Gestapo-Beamter.

## Leben
Obenfeldner wuchs als Sohn eines Arbeiters bei den Österreichischen Bundesbahnen in einem Umfeld der Arbeiterbewegung auf und war gelernter Kaufmann. Im April 1934 trat er nach den Februaraufständen den Revolutionären Sozialisten bei. 1935 wurde er aufgrund fehlender Arbeit Berufssoldat im österreichischen Bundesheer.
Nach dem „Anschluss“ Österreichs 1938 wurde er als Unteroffizier in die Wehrmacht übernommen und trat im Juni 1938 in die Gestapo über, für die er als Beamter in der Personalabteilung tätig war. Auch wenn Obenfeldner selbst nach Bekanntwerden seiner Gestapo-Anstellung vor allem die administrativen Seiten seiner Anstellung hervorhob, war er etwa während des Novemberpogroms 1938 an der Verhaftung des in der Pogromnacht schwer verletzten jüdischen Kaufhausinhabers Richard Schwarz beteiligt. Am 1. Juli 1938 beantragte er die Aufnahme in die NSDAP, wurde zum 1. November 1939 aufgenommen (Mitgliedsnummer 7.254.459) und suchte um Aufnahme in die SS an. 1940 meldete er sich freiwillig zum Heer und war während der gesamten Kriegsjahre in der 5. Gebirgsdivision der Wehrmacht. Mit dieser war er in Griechenland, Italien und Russland stationiert und gelangte 1945 in der Nähe von Turin in amerikanische Kriegsgefangenschaft. Im August 1945 kehrte er aus der Kriegsgefangenschaft nach Tirol zurück und wurde am 13. August 1947 eigenen Angaben zufolge, die heute widerlegt sind, als „minderbelastet“ begnadigt.
Bereits unmittelbar nach seiner Rückkehr im September 1945 fand Obenfeldner eine Anstellung im Sekretariat der SPÖ Tirol und war 1946 Landesvorsitzender der Sozialistischen Jugend. 1946 fand er nach einer Falschangabe über seine NSDAP-Mitgliedschaft eine Anstellung bei der Tiroler Gebietskrankenkasse, deren Direktor er zwischen 1951 und 1980 war. 1950 zog er erstmals für die SPÖ in den Innsbrucker Gemeinderat ein, im November 1956 wurde er Stadtrat und ab November 1962 Vizebürgermeister. Dieses Amt sollte er bis März 1985 innehaben und war in dieser Funktion etwa Bau- und Verkehrsreferent der Stadt. Von 1968 bis 1975 war er zudem Abgeordneter im Tiroler Landtag.
1955 und 1957 gab es vor dem Landesgericht zwei Strafverfahren gegen Oberfeldner. Ihm wurde vorgeworfen, im September 1940 in seiner Tätigkeit als Gestapo-Personalreferent an der verfahrenslosen Hinrichtung zweier polnischer Zwangsarbeiter im Zwangsarbeiterlager Kirchbichl beteiligt gewesen zu sein. Beide Verfahren wurden 1958 eingestellt.
Obwohl seine NS-Verstrickungen bereits in den 1950er Jahren bekannt waren, wurden diese erst 2007 breiter in den Medien diskutiert, als der Vorsitzende des Simon Wiesenthal Centers, Efraim Zuroff, Herwig van Staa und Hilde Zach wegen ihrer Teilnahme an den Feiern zu Obenfeldners 90. Geburtstag zum Rücktritt aufforderte.

## Auszeichnungen
- Viktor-Adler-Plakette
- Ehrenzeichen des Landes Tirol
- Großes Ehrenzeichen für Verdienste um die Republik Österreich
- Goldenes Ehrenzeichen für Verdienste um die Republik Österreich
- Ehrenbürgerschaft der Stadt Innsbruck, 1986[5]